# آنا ماریا لنگرن
آنا ماریا لنگرن (انگلیسی: Anna Maria Lenngren؛ ۱۸ ژوئن ۱۷۵۴ – ۸ مارس ۱۸۱۷ (۶۲ ساله)) نویسنده، شاعر و مترجم اهل سوئد بود.
در میان شناخته‌شده‌ترین اشعار او می‌توان به شعر «چند کلمه به دختر عزیزم، اگر دختری می‌داشتم» اشاره کرد. وی همچنین در اشعار طنزآمیز خود علیه تجمل‌گرایی و نظام طبقاتی سوئد، مانند «چرت صبحگاهی اعلی‌حضرت» و «بازدید کنتس» به این موضوعات پرداخت.

## زندگی

### اوایل زندگی
آنا ماریا لنگرن در شهر اوپسالا به دنیا آمد. پدرش، مگنوس برینولف مالمستد (۱۷۲۴–۱۷۹۸)، شاعر و استاد زبان لاتین در دانشگاه اوپسالا بود و مادرش، مارتا یوهانا فلورین (درگذشتهٔ ۱۷۸۸)، نیز اشعاری مذهبی منتشر کرده بود. پدرش عضو کلیسای موراوی بود و به‌دلیل فعالیت‌های اجتماعی‌اش شناخته می‌شد؛ از سال ۱۷۷۲، او مدرسه‌ای برای کودکان فقیر در خانه‌اش اداره می‌کرد. برادرش یوهان مگنوس مالمستد (۱۷۴۹–۱۷۸۰) نیز شعرهای دنیوی می‌سرود.
آنا ماریا به‌دلیل علاقهٔ شدید پدرش به دین، به‌تدریج از مذهب روی‌گردان شد و به واقع‌گرایی ادبی و اندیشه‌های عصر روشنگری گرایش پیدا کرد؛ هرچند حس انسان‌دوستی و علاقه‌اش به عدالت اجتماعی نیز به تأثیر پدرش نسبت داده شده است. از منظر اجتماعی، او با طبقه کارگر همدلی داشت، با امتیازات اشراف مخالفت می‌کرد و نمایندهٔ «طبقه سوم» بود و زندگی ساده و متواضعانه را ستایش می‌کرد.
پدرش از همان کودکی استعداد ادبی او را تشخیص داد و می‌گفت که می‌خواهد از دخترش نه تنها زنی ادیب، بلکه زنی عالم بسازد. او تحصیلات پیشرفته‌ای به آنا ماریا داد و وی در خانه تحت تعلیم دروس لاتین و آثار کلاسیک عهد باستان قرار گرفت. شاعر مورد علاقه‌اش هوراس بود.

### آغاز حرفه ادبی
او فعالیت ادبی خود را در دههٔ ۱۷۷۰ با نوشتن نقد، خلاصه، افوریسم و ترجمه آغاز کرد. از نخستین آثارش می‌توان به تفسیرهایش از هوراس اشاره کرد که به‌صورت ناشناس منتشر می‌شدند. در سال ۱۷۷۲، نخستین شعر خود را با نام خود منتشر کرد: شعر سوگواری =در روز سفر سعادت‌آمیز دوشیزه آنا لوئیزا پالس، ۱۴ مه ۱۷۷۲، روز تاج=. او در سال‌های ۷۷–۱۷۷۴ با روزنامهٔ آنا هامار-روسن به‌نام =چه خبر؟ چه خبر؟ = همکاری داشت.
در سال ۱۷۷۶، از سوی دوک کارل، برادر پادشاه سوئد، مأمور ترجمهٔ اپرت فرانسوی «لوسی‌ل» شد که نخستین اپرت فرانسوی بود که به سوئدی ترجمه می‌شد. او در مقدمهٔ این اثر از حق زنان برای مشارکت فکری دفاع کرد. این ترجمه موفقیت‌آمیز بود و از سوی دوشس سلطنتی شارلوت، ساعتی طلایی به او اهدا شد. سپس مأموریت‌های مشابهی از سوی خانواده سلطنتی سوئد به او واگذار شد.
لننگرن به شهرت چشمگیری رسید: در ۱۷۷۴ به جامعه ادبی اوپسالا راه یافت، نقدهای خوبی دریافت کرد و به‌عنوان مدافع زنان فرهیخته شناخته شد. او خود را «ادبیه» می‌نامید. در سال ۱۷۷۵ عضو انجمن سلطنتی علوم و ادبیات یوتبوری شد و در سال ۱۷۷۹ به انجمن یوتیله دولچی پیوست. او یکی از سه زن عضو یوتیله دولچی بود؛ دو زن دیگر آنا شارلوتا فون استاپلمور و آنا بریتا وندلیوس بودند. در سال ۱۷۷۷، در مقالهٔ =مشاور چای= بار دیگر خواستار حق زنان برای فعالیت‌های فکری شد.

### زندگی زناشویی
در سال ۱۷۸۰، او با کارل پیتر لنگرن (۱۷۵۰–۱۸۲۷) ازدواج کرد. وی سردبیر روزنامهٔ «استکهلمس-پوستن» بود که با همکاری یوهان هنریک کلگرن، شاعر و منتقد مشهور، منتشر می‌شد. لننگرن از سال ۱۷۷۸ با کلگرن همکاری داشت و از هم‌فکری او و علاقهٔ مشترک‌شان به اندیشه‌های ولتر بهره می‌برد. از این سال‌ها، اشعار و نوشته‌های خود را در «استکهلمس-پوستن» منتشر می‌کرد، اما پس از ازدواج، فقط به‌صورت ناشناس می‌نوشت و تا پایان دههٔ ۱۷۸۰ به‌طور کلی نوشتن را کنار گذاشت.
ازدواجش تحولی اساسی در زندگی‌اش ایجاد کرد. پس از آن، به‌صورت رسمی از دنیای ادبیات کناره‌گیری کرد، از مواضع پیشینش در دفاع از آزادی فکری زنان عقب‌نشینی کرد و بیان داشت که زنان باید به‌جای پرداختن به ادبیات، بر پرورش شخصیت‌شان به‌عنوان همسر و مادر مناسب تمرکز کنند. اینکه آیا این تغییر نگرش واقعی بود یا با طنز بیان شده است، مورد بحث است. او به اندیشه‌های ژان-ژاک روسو علاقه پیدا کرد و شاید در دههٔ ۱۷۸۰ به دیدگاه‌های او دربارهٔ نقش زنان گرویده باشد، که با ارزش‌های مذهبی دوران کودکی‌اش نیز همخوانی داشت. اینگرید آرویدسون گفته است که دیدگاه‌های لننگرن در این زمینه متناقض بودند و این تناقض از شخصیت او نشئت می‌گرفت: «واضح است که خانم لننگرن از انتقاد رنج می‌برد، اما او آن حساسیت نادر را نیز داشت که از تحسین رنج ببرد».
پس از ازدواج، او در خانه‌اش یک محفل ادبی برگزار می‌کرد که به مرکز بحث‌های فرهنگی تبدیل شد و چهره‌هایی چون گوستاو آلف لئوپولد، نیلس فون روزنشتاین، فرانس میشائیل فرانسن و گودموند یوران آدلربت در آن شرکت می‌کردند. در آن سال‌ها، او زنی شوخ‌طبع، باهوش، اما متواضع و فروتن توصیف شده است.
همسرش «در اصل مردی مفید اما کسل‌کننده» توصیف می‌شد، اما زندگی زناشویی آن‌ها خوشایند بود و او همسرش را به جلسات یوتیله دولچی می‌برد و با هم آواز می‌خواندند. او فرزندی نداشت، اما دختری را به فرزندخواندگی پذیرفت. در سال ۱۷۹۷، دخترخوانده‌اش به آسایشگاه روانی سپرده شد و به‌زودی درگذشت. این واقعه تأثیر عمیقی بر لننگرن گذاشت، همان‌طور که مرگ پدرش در ۱۷۹۸، که به‌طرزی مشکوک غرق شد، بر او اثر گذاشت.
در سال ۱۷۹۰، با توقف فعالیت ادبی کلگرن به‌دلیل بیماری، تغییر بزرگی در زندگی‌اش رخ داد. این اتفاق به روزنامهٔ همسرش آسیب زد و آنا ماریا لننگرن برای دلایل مالی، نگارش در =استکهلمس-پوستن= را از سر گرفت. با این حال، او همچنان ناشناس می‌نوشت و از پذیرش رسمی فعالیت ادبی‌اش خودداری می‌کرد، هرچند برای همگان مشخص بود که نویسندهٔ آثار اوست.
محفل ادبی‌اش در خیابان بریداربانسگاتان به مرکز فعالیت‌های آکادمی سوئدی بدل شد. هرچند او هیچ‌گاه به‌طور رسمی عضو این آکادمی نشد، اما او را «عضو نامرئی» می‌خواندند. در ۲۰ دسامبر ۱۷۹۷، آکادمی سوئدی با شعر «سرود برای بانو لنگرن» به او ادای احترام کرد که توسط گوستاو فردریک یولن‌بورگ خوانده شد. او در پاسخ به این تحسین، شعری با عنوان =رؤیا= سرود که در آن هدویگ شارلوتا نوردن‌فلیشت در رؤیا به او ظاهر می‌شود و او را لایق نمی‌داند. لننگرن این شعر را با نام خود امضا کرد که نخستین شعری بود که پس از ازدواجش با نام خود نوشت—و آخرین.
لنگرن در سن ۶۲ سالگی بر اثر سرطان پستان درگذشت و در گورستان کلیسای کلارا در استکهلم به خاک سپرده شد.